# DJ B-Front
B-Front (* 25. Januar 1988) ist das Pseudonym des niederländischen Hardstyle-DJs und Produzenten Bob van der Palen aus Veldhoven.

## Leben
Im Alter von acht Jahren kam van der Palen mit Musik in Berührung, woraufhin er im Alter von zehn Jahren begann, im Studio seines Nachbarn selbst zu produzieren. 2005 hatte Van der Palen seine erste Veröffentlichung mit Motherfucking Psycho auf DJs Records, gefolgt vom Hit Lunatick im Jahr 2006. Sein erster großer Auftritt war bei Defqon.1 2008, aber sein Durchbruch war bei X-Qlusive Holland 2009, was ihm internationale Aufmerksamkeit brachte. Van der Palen nennt DJ Zany und Michel Pollen als seine wichtigsten musikalischen Inspirationen und Einflüsse. Zusammen mit Adaro, Frequencerz und Ran-D gründete Van der Palen 2015 sein eigenes Label: Roughstate.
Im Januar 2016 erhielt er sein eigenes X-Qlusive in der Heineken Music Hall. welches nach eigenem Aussagen seiner Arbeit die Krone aufsetzte.
Van der Palen ist nicht nur unter dem Namen B-Front aktiv: zusammen mit Frequencerz ist er Teil des Live-Acts B-Freqz. Zusammen mit Frontliner hat er auch den Live-Act B-Frontliner und ist auch Teil des Acts 2-Sidez mit Jaimy Ernste, der ebenfalls unter dem Pseudonym Pulse auftritt und produziert. Im Jahr 2017 veröffentlichte B-Front sein erstes Album namens Beyond Reality mit Titeln wie Infinite, Beat the Darkness und EVP.